# Альдостеронсинтаза
CYP11B2 (англ. Cytochrome P450 family 11 subfamily B member 2) – білок, який кодується однойменним геном, розташованим у людей на короткому плечі 8-ї хромосоми. Довжина поліпептидного ланцюга білка становить 503 амінокислот, а молекулярна маса — 57 560.
| 10         |  | 20         |  | 30         |  | 40         |  | 50         |
| ---------- |  | ---------- |  | ---------- |  | ---------- |  | ---------- |
| MALRAKAEVC |  | VAAPWLSLQR |  | ARALGTRAAR |  | APRTVLPFEA |  | MPQHPGNRWL |
| RLLQIWREQG |  | YEHLHLEMHQ |  | TFQELGPIFR |  | YNLGGPRMVC |  | VMLPEDVEKL |
| QQVDSLHPCR |  | MILEPWVAYR |  | QHRGHKCGVF |  | LLNGPEWRFN |  | RLRLNPDVLS |
| PKAVQRFLPM |  | VDAVARDFSQ |  | ALKKKVLQNA |  | RGSLTLDVQP |  | SIFHYTIEAS |
| NLALFGERLG |  | LVGHSPSSAS |  | LNFLHALEVM |  | FKSTVQLMFM |  | PRSLSRWISP |
| KVWKEHFEAW |  | DCIFQYGDNC |  | IQKIYQELAF |  | NRPQHYTGIV |  | AELLLKAELS |
| LEAIKANSME |  | LTAGSVDTTA |  | FPLLMTLFEL |  | ARNPDVQQIL |  | RQESLAAAAS |
| ISEHPQKATT |  | ELPLLRAALK |  | ETLRLYPVGL |  | FLERVVSSDL |  | VLQNYHIPAG |
| TLVQVFLYSL |  | GRNAALFPRP |  | ERYNPQRWLD |  | IRGSGRNFHH |  | VPFGFGMRQC |
| LGRRLAEAEM |  | LLLLHHVLKH |  | FLVETLTQED |  | IKMVYSFILR |  | PGTSPLLTFR |
| AIN        |  |            |  |            |  |            |  |            |

A: Аланін

C: Цистеїн

D: Аспарагінова кислота

E: Глутамінова кислота

F: Фенілаланін

G: Гліцин

H: Гістидин

I: Ізолейцин

K: Лізин

L: Лейцин

M: Метіонін

N: Аспарагін

P: Пролін

Q: Глутамін

R: Аргінін

S: Серин

T: Треонін

V: Валін

W: Триптофан

Кодований геном білок за функцією належить до оксидоредуктаз. 
Задіяний у таких біологічних процесах, як метаболізм ліпідів, метаболізм стероїдів. 
Білок має сайт для зв'язування з іонами металів, іоном заліза, гемом. 
Локалізований у мембрані, мітохондрії.